# Barbara MacGahan
Barbara MacGahan foi uma jornalista e romancista russa. Em vida, escreveu para o The New York Times, Golos e New York Herald.